# Lumbrineridae
Lumbrineridae (лат.) — семейство морских многощетинковых червей из отряда Eunicida.

## Распространение и среда обитания
Распространены во всех океанах и в основном встречаются в мягких отложениях мелководных приливных зон, но иногда обитают на каменистом дне и в водорослевых скоплениях. Lumbrineris flabellicola необычен тем, что образует бороздки и мембранные трубки в различных рифообразующих мадрепоровых кораллов.
Популяционная биология Lumbrineridae неизвестна.

## Питание
Несколько наблюдений показывают, что рацион Lumbrineridae включает различных беспозвоночных и, возможно, растений. Избирательное питание отложениями было описано для Ninoe nigripes и Lumbrineris cf. latreilli.

## Классификация
На февраль 2025 года в семейство включают 21 род:
- Abyssoninoe Orensanz, 1990
- Aotearia Benham, 1927
- Arabelloneris Hartmann-Schröder, 1979
- Augeneria Monro, 1930
- Cenogenus Chamberlin, 1919
- Eranno Kinberg, 1865
- Gallardoneris Carrera-Parra, 2006
- Gesaneris Carrera-Parra, 2006
- Helmutneris Carrera-Parra, 2006
- Hilbigneris Carrera-Parra, 2006
- Kuwaita Mohammad, 1973
- Loboneris Carrera-Parra, 2006
- Lumbricalus Frame, 1992
- Lumbrinerides Orensanz, 1973
- Lumbrineriopsis Orensanz, 1973
- Lumbrineris Blainville, 1828
- Lysarete Kinberg, 1865
- Ninoe Kinberg, 1865
- Ophiuricola Ludwig, 1905
- Scoletoma Blainville, 1828
- Sergioneris Carrera-Parra, 2006